# Jennifer Falk
Jennifer Miley Falk, född 26 april 1993, är en svensk fotbollsmålvakt som spelar för BK Häcken i Damallsvenskan.

## Klubbkarriär
Den 17 oktober 2022 förlängde Falk sitt kontrakt i BK Häcken fram över säsongen 2025.

## Landslagskarriär
I maj 2019 blev Falk uttagen till Sveriges trupp till VM 2019.
Falk medverkade även vid OS 2021(2020) i Tokyo där svenska landslaget tog silver. Hon spelade en match mot Nya Zeeland där hon lyckades hålla nollan.